# Barq's
Barq's — це американський безалкогольний напій. Відрізняється наявністю кофеїну. Barq's, створений Едвардом Барком і розливається з кінця ХХ століття, належить сім'ї Барк, але розфасована компанією Coca-Cola. Було також відоме як знамените солодке пиво Olde Tyme Barq до 2012 року.

## Продукція компанії
- Кореневе дієтичне пиво Barq's — не містить кофеїну. Буває у кореневому пиві та ванільному кремі.
- Червона крем-сода Barq's.
- Дієтична Barq's червона крем-сода.
- Французька ванільна крем-сода Barq's.
- (Знято з продажу) Дієтична крем-сода французька ваніль Barq's.
- (Знято з продажу) Barq's Floatz.